# Finales NBA 2002
Navigation
Finales 2001 Finales 2003
Les finales NBA 2002 sont la dernière série de matchs de la saison 2001-2002 de la NBA et la conclusion des séries éliminatoires (playoffs) de la saison. Le champion de la conférence Est, les Nets du New Jersey rencontrent le champion de la conférence Ouest, les Lakers de Los Angeles. Los Angeles possède l'avantage du terrain. Shaquille O'Neal a été élu MVP des Finales pour la troisième fois consécutive, en tournant en moyenne avec 36 points et 12 rebonds. L’entraîneur des Lakers, Phil Jackson, a remporté son neuvième titre, égalant Red Auerbach pour le nombre de titres obtenus. Au cours de la série, il a dépassé Pat Riley pour le nombre de victoires en playoffs NBA avec 156 victoires.

## Avant les finales

### Nets du New Jersey
Au début de la saison 2001-2002, les Nets du New Jersey subissaient une absence de trois ans en playoffs et avaient un bilan de 73-141 sur cette période. En 1999, les Nets ont embauché Rod Thorn comme président et immédiatement, il a embauché le jeune retraité Byron Scott pour entraîner les Nets. En raison de leur saison à 31-51, en 1999-2000, ils ont eu le premier choix de la draft 2000, qu’ils ont utilisé pour sélectionner l'ailier fort Kenyon Martin. Malgré le remaniement de l'effectif et une saison de Rookie de l'année pour Martin, le New Jersey a eu du mal à terminer la saison, avec un bilan de 26-56 (31,7%) et a obtenu le 7e choix de la draft à venir.
Avec un autre choix de loterie, Thorn l’a échangé aux Rockets de Houston pour Richard Jefferson, Jason Collins et Brandon Armstrong. Le lendemain, le propriétaire des Suns de Phoenix, Jerry Colangelo, a annoncé un échange important ; Phoenix échangerait leur meneur Jason Kidd contre son homologue du New Jersey, Stephon Marbury.
Les Nets ont rebondi la saison suivant en décrochant un bilan de 52-30 (63,4%), une amélioration de 26 victoires par rapport à la dernière saison, et ont décroché la première place dans la Conférence Est. Kidd a terminé la saison avec au sein des All-NBA et All-Defensive Team, et a été sélectionné pour son cinquième match au All-Star Game. Il a également terminé deuxième dans la course au titre de MVP, derrière l'ailier fort des Spurs de San Antonio, Tim Duncan. Thorn, l’architecte de la résurgence de la franchise, a reçu le titre d'exécutif de l’année.
Au premier tour des playoffs, le New Jersey a survécu à une frayeur contre les Pacers de l'Indiana, échappant au match 5 en double prolongation pour se qualifier. C’était la première victoire en playoffs pour les Nets depuis 1984. Ils ont ensuite écarté les Hornets de Charlotte en cinq matchs avant de rencontrer leurs rivaux de la division Atlantique, les Celtics de Boston, en finale de conférence. Les Nets et les Celtics ont partagé les deux premiers matchs dans le New Jersey. Dans le match 3, les Nets ont dominé les Celtics, menant jusqu’à 21 dans le quatrième quart-temps. Toutefois, Boston, dirigée par l'ailier Paul Pierce, a ensuite dominé les Nets, 41-16, en fin de match, remportant le match 94 à 90. Pierce lui-même a marqué 19 points, plus que les Nets combinés dans le quatrième quart-temps, pour compléter le plus grand "come-back" dans l’histoire des playoffs de la NBA.
Les Nets ont rebondi dans une victoire 94-92 match 4. New Jersey a ensuite pris le contrôle de la série et a remporté les deux matchs suivants pour terminer Boston en six matchs, ce qui lui a valu sa première apparition en finales NBA, et de devenir la troisième équipe de l’American Basketball Association (ABA) à participer aux finales NBA. Avec des moyennes de 17,5 points, 11,2 rebonds et 10,2 passes par match lors des finales de conférence, Kidd devient le quatrième joueur de l’histoire de la NBA à avoir un triple-double de moyenne au cours d’une série de playoffs.

### Lakers de Los Angeles
Contrairement au New Jersey, les Lakers de Los Angeles sont entrés dans la saison avec de grandes attentes, ayant remporté les deux derniers titres NBA. En outre, Los Angeles sortait d’un 15-1 lors des playoffs 2001. Depuis que Phil Jackson est arrivé pour entraîner les Lakers en 1999, ils avaient un bilan de 123-41 en saison régulière et un bilan de 28-9 en playoffs.
Au milieu des tensions entre les co-capitaines Shaquille O'Neal et Kobe Bryant, la franchise a connu une autre saison exceptionnelle, terminant à 58-24 (70,7%), ce qui lui a valu la deuxième place dans la division Pacifique et la troisième place dans la Conférence Ouest. Bryant et O’Neal ont été élus titulaires lors du All-Star Game 2002, où Bryant a remporté le trophée MVP dans sa ville natale de Philadelphie.
Les Lakers ont pris un autre départ rapide dans les playoffs, éliminant les Trail Blazers de Portland en trois matchs. Les Spurs de San Antonio ont été battus en cinq matchs avant que Los Angeles ne rencontre les Kings de Sacramento en finale de conférence. Avec le meilleur bilan de la conférence Ouest, les Kings ont obtenu l’avantage du terrain contre les Lakers. Les Lakers se retrouvent alors menés 3-2 à l'aube du match 6, à domicile. Dans un match controversé, dans lequel les Lakers ont tenté 27 lancers francs dans le quatrième quart-temps contre 9 pour Sacramento, O’Neal a eu l’une des performances les plus dominantes de sa carrière avec 41 points et 17 rebonds pour forcer un match 7. L’indignation était telle que le politicien Ralph Nader a exigé une enquête. Dans le match décisif, les Lakers ont dominé en prolongation pour remporter la victoire 112 à 106 et obtenir leur troisième participation de suite à la finale de la NBA.

## Lieux des compétitions
Les deux salles pour le tournoi ces finales sont : le Meadowlands Arena d'East Rutherford et le Staples Center de Los Angeles.
| Los Angeles                 | \| East Rutherford Los Angeles \| | East Rutherford   |
| Staples Center              | \| East Rutherford Los Angeles \| | Meadowlands Arena |
| Capacité: 18 997            | \| East Rutherford Los Angeles \| | Capacité: 20 049  |
| StaplesCenter               | \| East Rutherford Los Angeles \| | Meadowlands       |
| East Rutherford Los Angeles |                                   |                   |

## Résumé de la saison régulière
| Champion de division | Qualifié pour les playoffs | Non qualifié pour les playoffs |

### Par conférence
| Conférence Est | Conférence Est         | Conférence Est | Conférence Est | Conférence Est |
| No             | Franchise              | Vic.           | Déf.           | PCT            |
| -------------- | ---------------------- | -------------- | -------------- | -------------- |
| 1              | Nets du New Jersey     | 52             | 30             | 63.4           |
| 2              | Pistons de Détroit     | 50             | 32             | 61.0           |
| 3              | Celtics de Boston      | 49             | 33             | 59.8           |
| 4              | Hornets de Charlotte   | 44             | 38             | 53.7           |
| 5              | Magic d'Orlando        | 44             | 38             | 53.7           |
| 6              | 76ers de Philadelphie  | 43             | 39             | 52.4           |
| 7              | Raptors de Toronto     | 42             | 40             | 51.2           |
| 8              | Pacers de l'Indiana    | 42             | 40             | 51.2           |
|                |                        |                |                |                |
| 9              | Bucks de Milwaukee     | 41             | 41             | 50.0           |
| 10             | Wizards de Washington  | 37             | 45             | 45.1           |
| 11             | Heat de Miami          | 36             | 46             | 43.9           |
| 12             | Hawks d'Atlanta        | 33             | 49             | 40.2           |
| 13             | Knicks de New York     | 30             | 52             | 36.6           |
| 14             | Cavaliers de Cleveland | 29             | 53             | 35.4           |
| 15             | Bulls de Chicago       | 21             | 61             | 25.6           |

| Conférence Ouest | Conférence Ouest          | Conférence Ouest | Conférence Ouest | Conférence Ouest |
| No               | Franchise                 | Vic.             | Déf.             | PCT              |
| ---------------- | ------------------------- | ---------------- | ---------------- | ---------------- |
| 1                | Kings de Sacramento       | 61               | 21               | 74.4             |
| 2                | Spurs de San Antonio      | 58               | 24               | 70.7             |
| 3                | Lakers de Los Angeles C   | 58               | 24               | 70.7             |
| 4                | Mavericks de Dallas       | 57               | 25               | 69.5             |
| 5                | Timberwolves du Minnesota | 50               | 32               | 61.0             |
| 6                | Trail Blazers de Portland | 49               | 33               | 59.8             |
| 7                | SuperSonics de Seattle    | 45               | 37               | 54.9             |
| 8                | Jazz de l'Utah            | 44               | 38               | 53.7             |
|                  |                           |                  |                  |                  |
| 9                | Clippers de Los Angeles   | 39               | 43               | 47.6             |
| 10               | Suns de Phoenix           | 36               | 46               | 43.9             |
| 11               | Rockets de Houston        | 28               | 54               | 34.1             |
| 12               | Nuggets de Denver         | 27               | 55               | 32.9             |
| 13               | Grizzlies de Memphis      | 23               | 59               | 28.0             |
| 14               | Warriors de Golden State  | 21               | 61               | 25.6             |

C - Champions NBA

### Tableau des playoffs
|  | 1er tour         | 1er tour                  | 1er tour              |   |                       | Demi-finales de Conférence | Demi-finales de Conférence | Demi-finales de Conférence |  |   | Finales de Conférence | Finales de Conférence | Finales de Conférence |  |    | Finales NBA        | Finales NBA | Finales NBA |
|  |                  |                           |                       |   |                       |                            |                            |                            |  |   |                       |                       |                       |  |    |                    |             |             |
|  | 1                | Nets du New Jersey        | 3                     |   |                       |                            |                            |                            |  |   |                       |                       |                       |  |    |                    |             |             |
|  | 8                | Pacers de l'Indiana       | 2                     |   |                       |                            |                            |                            |  |   |                       |                       |                       |  |    |                    |             |             |
|  | 8                | Pacers de l'Indiana       | 2                     |   | 1                     | Nets du New Jersey         | 4                          |                            |  |   |                       |                       |                       |  |    |                    |             |             |
|  |                  |                           |                       |   | 1                     | Nets du New Jersey         | 4                          |                            |  |   |                       |                       |                       |  |    |                    |             |             |
|  |                  | 4                         | Hornets de Charlotte  | 1 |                       |                            |                            |                            |  |   |                       |                       |                       |  |    |                    |             |             |
|  | 4                | 4                         | Hornets de Charlotte  | 1 | Hornets de Charlotte  | 3                          |                            |                            |  |   |                       |                       |                       |  |    |                    |             |             |
|  | 4                |                           |                       |   | Hornets de Charlotte  | 3                          |                            |                            |  |   |                       |                       |                       |  |    |                    |             |             |
|  | 5                | Magic d'Orlando           | 1                     |   |                       |                            |                            |                            |  |   |                       |                       |                       |  |    |                    |             |             |
|  | 5                | Magic d'Orlando           | 1                     |   |                       |                            |                            |                            |  | 1 | Nets du New Jersey    | 4                     |                       |  |    |                    |             |             |
|  | Conférence Est   |                           |                       |   |                       |                            |                            |                            |  | 1 | Nets du New Jersey    | 4                     |                       |  |    |                    |             |             |
|  |                  | 3                         | Celtics de Boston     | 2 |                       |                            |                            |                            |  |   |                       |                       |                       |  |    |                    |             |             |
|  | 3                | 3                         | Celtics de Boston     | 2 | Celtics de Boston     | 3                          |                            |                            |  |   |                       |                       |                       |  |    |                    |             |             |
|  | 3                |                           |                       |   | Celtics de Boston     | 3                          |                            |                            |  |   |                       |                       |                       |  |    |                    |             |             |
|  | 6                | 76ers de Philadelphie     | 2                     |   |                       |                            |                            |                            |  |   |                       |                       |                       |  |    |                    |             |             |
|  | 6                | 76ers de Philadelphie     | 2                     |   | 3                     | Celtics de Boston          | 4                          |                            |  |   |                       |                       |                       |  |    |                    |             |             |
|  |                  |                           |                       |   | 3                     | Celtics de Boston          | 4                          |                            |  |   |                       |                       |                       |  |    |                    |             |             |
|  |                  | 2                         | Pistons de Détroit    | 1 |                       |                            |                            |                            |  |   |                       |                       |                       |  |    |                    |             |             |
|  | 2                | 2                         | Pistons de Détroit    | 1 | Pistons de Détroit    | 3                          |                            |                            |  |   |                       |                       |                       |  |    |                    |             |             |
|  | 2                |                           |                       |   | Pistons de Détroit    | 3                          |                            |                            |  |   |                       |                       |                       |  |    |                    |             |             |
|  | 7                | Raptors de Toronto        | 2                     |   |                       |                            |                            |                            |  |   |                       |                       |                       |  |    |                    |             |             |
|  | 7                | Raptors de Toronto        | 2                     |   |                       |                            |                            |                            |  |   |                       |                       |                       |  | E1 | Nets du New Jersey | 0           |             |
|  |                  |                           |                       |   |                       |                            |                            |                            |  |   |                       |                       |                       |  | E1 | Nets du New Jersey | 0           |             |
|  |                  | W3                        | Lakers de Los Angeles | 4 |                       |                            |                            |                            |  |   |                       |                       |                       |  |    |                    |             |             |
|  | 1                | W3                        | Lakers de Los Angeles | 4 | Kings de Sacramento   | 3                          |                            |                            |  |   |                       |                       |                       |  |    |                    |             |             |
|  | 1                |                           |                       |   | Kings de Sacramento   | 3                          |                            |                            |  |   |                       |                       |                       |  |    |                    |             |             |
|  | 8                | Jazz de l'Utah            | 1                     |   |                       |                            |                            |                            |  |   |                       |                       |                       |  |    |                    |             |             |
|  | 8                | Jazz de l'Utah            | 1                     |   | 1                     | Kings de Sacramento        | 4                          |                            |  |   |                       |                       |                       |  |    |                    |             |             |
|  |                  |                           |                       |   | 1                     | Kings de Sacramento        | 4                          |                            |  |   |                       |                       |                       |  |    |                    |             |             |
|  |                  | 4                         | Mavericks de Dallas   | 1 |                       |                            |                            |                            |  |   |                       |                       |                       |  |    |                    |             |             |
|  | 4                | 4                         | Mavericks de Dallas   | 1 | Mavericks de Dallas   | 3                          |                            |                            |  |   |                       |                       |                       |  |    |                    |             |             |
|  | 4                |                           |                       |   | Mavericks de Dallas   | 3                          |                            |                            |  |   |                       |                       |                       |  |    |                    |             |             |
|  | 5                | Timberwolves du Minnesota | 0                     |   |                       |                            |                            |                            |  |   |                       |                       |                       |  |    |                    |             |             |
|  | 5                | Timberwolves du Minnesota | 0                     |   |                       |                            |                            |                            |  | 1 | Kings de Sacramento   | 3                     |                       |  |    |                    |             |             |
|  | Conférence Ouest |                           |                       |   |                       |                            |                            |                            |  | 1 | Kings de Sacramento   | 3                     |                       |  |    |                    |             |             |
|  |                  | 3                         | Lakers de Los Angeles | 4 |                       |                            |                            |                            |  |   |                       |                       |                       |  |    |                    |             |             |
|  | 3                | 3                         | Lakers de Los Angeles | 4 | Lakers de Los Angeles | 3                          |                            |                            |  |   |                       |                       |                       |  |    |                    |             |             |
|  | 3                |                           |                       |   | Lakers de Los Angeles | 3                          |                            |                            |  |   |                       |                       |                       |  |    |                    |             |             |
|  | 6                | Trail Blazers de Portland | 0                     |   |                       |                            |                            |                            |  |   |                       |                       |                       |  |    |                    |             |             |
|  | 6                | Trail Blazers de Portland | 0                     |   | 3                     | Lakers de Los Angeles      | 4                          |                            |  |   |                       |                       |                       |  |    |                    |             |             |
|  |                  |                           |                       |   | 3                     | Lakers de Los Angeles      | 4                          |                            |  |   |                       |                       |                       |  |    |                    |             |             |
|  |                  | 2                         | Spurs de San Antonio  | 1 |                       |                            |                            |                            |  |   |                       |                       |                       |  |    |                    |             |             |
|  | 2                | 2                         | Spurs de San Antonio  | 1 | Spurs de San Antonio  | 3                          |                            |                            |  |   |                       |                       |                       |  |    |                    |             |             |
|  | 2                |                           |                       |   | Spurs de San Antonio  | 3                          |                            |                            |  |   |                       |                       |                       |  |    |                    |             |             |
|  | 7                | SuperSonics de Seattle    | 2                     |   |                       |                            |                            |                            |  |   |                       |                       |                       |  |    |                    |             |             |

### Face à face en saison régulière
Les Lakers et les Nets se sont rencontrés 2 fois. Ils ont chacun remporté un match durant la saison régulière.
| Match | Date         | Équipe à domicile     | Score  | Équipe à l'extérieur  |
| ----- | ------------ | --------------------- | ------ | --------------------- |
| 1     | 5 mars 2002  | Lakers de Los Angeles | 101-92 | Nets du New Jersey    |
| 2     | 2 avril 2002 | Nets du New Jersey    | 94-92  | Lakers de Los Angeles |

## Formule
Pour les séries finales la franchise gagnante est la première à remporter quatre victoires, soit un minimum de quatre matchs et un maximum de sept. Les rencontres se déroulent dans l'ordre suivant :
| Match | Recevant       | Match | Recevant       | Match | Recevant        | Match | Recevant        |
| ----- | -------------- | ----- | -------------- | ----- | --------------- | ----- | --------------- |
| 1     | Meilleur bilan | 2     | Meilleur bilan | 3     | Moins bon bilan | 4     | Moins bon bilan |

| Match | Recevant        | Match | Recevant       | Match | Recevant       |
| ----- | --------------- | ----- | -------------- | ----- | -------------- |
| 5     | Moins bon bilan | 6     | Meilleur bilan | 7     | Meilleur bilan |

## Les Finales

### Match 1
| 5 juin |                                                    | Nets du New Jersey 94, Lakers de Los Angeles 99 | Nets du New Jersey 94, Lakers de Los Angeles 99 | Nets du New Jersey 94, Lakers de Los Angeles 99 |  | Staples Center, Los Angeles Affluence : 18 997 Arbitres : #17 Joe Crawford #10 Ron Garretson #35 Jack Nies | NBC, Canal+ |
| 5 juin | Score par quart-temps : 14-29, 22-19, 27-24, 31-27 |                                                 |                                                 |                                                 |  | Staples Center, Los Angeles Affluence : 18 997 Arbitres : #17 Joe Crawford #10 Ron Garretson #35 Jack Nies | NBC, Canal+ |
| 5 juin | O'Neal 36 O'Neal 16 Bryant 6                       | Points Rebonds Passes d.                        | Kidd 23 Kidd 10 Kidd 10                         |                                                 |  | Staples Center, Los Angeles Affluence : 18 997 Arbitres : #17 Joe Crawford #10 Ron Garretson #35 Jack Nies | NBC, Canal+ |
| 5 juin | Los Angeles mène la série 1-0                      |                                                 |                                                 |                                                 |  | Staples Center, Los Angeles Affluence : 18 997 Arbitres : #17 Joe Crawford #10 Ron Garretson #35 Jack Nies | NBC, Canal+ |

### Match 2
| 7 juin |                                                    | Nets du New Jersey 83, Lakers de Los Angeles 106 | Nets du New Jersey 83, Lakers de Los Angeles 106 | Nets du New Jersey 83, Lakers de Los Angeles 106 |  | Staples Center, Los Angeles Affluence : 18 997 Arbitres : #12 Don Vaden #15 Bennett Salvatore #29 Steve Javie | NBC, Canal+ |
| 7 juin | Score par quart-temps : 21-27, 22-22, 18-28, 22-29 |                                                  |                                                  |                                                  |  | Staples Center, Los Angeles Affluence : 18 997 Arbitres : #12 Don Vaden #15 Bennett Salvatore #29 Steve Javie | NBC, Canal+ |
| 7 juin | O'Neal 40 O'Neal 12 O'Neal 8                       | Points Rebonds Passes d.                         | Kittles 23 Kidd 9 Kidd 7                         |                                                  |  | Staples Center, Los Angeles Affluence : 18 997 Arbitres : #12 Don Vaden #15 Bennett Salvatore #29 Steve Javie | NBC, Canal+ |
| 7 juin | Los Angeles mène la série 2-0                      |                                                  |                                                  |                                                  |  | Staples Center, Los Angeles Affluence : 18 997 Arbitres : #12 Don Vaden #15 Bennett Salvatore #29 Steve Javie | NBC, Canal+ |

### Match 3
| 9 juin |                                                    | Lakers de Los Angeles 106, Nets du New Jersey 103 | Lakers de Los Angeles 106, Nets du New Jersey 103 | Lakers de Los Angeles 106, Nets du New Jersey 103 |  | Meadowlands Arena, East Rutherford Affluence : 19 215 Arbitres : #26 Bob Delaney #43 Dan Crawford #27 Dick Bavetta | NBC, Canal+ |
| 9 juin | Score par quart-temps : 31-23, 21-23, 26-32, 28-25 |                                                   |                                                   |                                                   |  | Meadowlands Arena, East Rutherford Affluence : 19 215 Arbitres : #26 Bob Delaney #43 Dan Crawford #27 Dick Bavetta | NBC, Canal+ |
| 9 juin | Bryant 36 O'Neal 11 Fisher 6                       | Points Rebonds Passes d.                          | Kidd 30 Van Horn, Kidd 5 Kidd 10                  |                                                   |  | Meadowlands Arena, East Rutherford Affluence : 19 215 Arbitres : #26 Bob Delaney #43 Dan Crawford #27 Dick Bavetta | NBC, Canal+ |
| 9 juin | Los Angeles mène la série 3-0                      |                                                   |                                                   |                                                   |  | Meadowlands Arena, East Rutherford Affluence : 19 215 Arbitres : #26 Bob Delaney #43 Dan Crawford #27 Dick Bavetta | NBC, Canal+ |

### Match 4
| 12 juin |                                                    | Lakers de Los Angeles 113, Nets du New Jersey 107 | Lakers de Los Angeles 113, Nets du New Jersey 107 | Lakers de Los Angeles 113, Nets du New Jersey 107 |  | Meadowlands Arena, East Rutherford Affluence : 19 296 Arbitres : Ted Bernhardt Eddie Rush Bernie Fryer | NBC, Canal+ |
| 12 juin | Score par quart-temps : 27-34, 31-23, 26-23, 29-27 |                                                   |                                                   |                                                   |  | Meadowlands Arena, East Rutherford Affluence : 19 296 Arbitres : Ted Bernhardt Eddie Rush Bernie Fryer | NBC, Canal+ |
| 12 juin | O'Neal 34 O'Neal 10 Bryant 8                       | Points Rebonds Passes d.                          | Martin 35 Martin 11 Kidd 12                       |                                                   |  | Meadowlands Arena, East Rutherford Affluence : 19 296 Arbitres : Ted Bernhardt Eddie Rush Bernie Fryer | NBC, Canal+ |
| 12 juin | Los Angeles remporte la série 4-0                  |                                                   |                                                   |                                                   |  | Meadowlands Arena, East Rutherford Affluence : 19 296 Arbitres : Ted Bernhardt Eddie Rush Bernie Fryer | NBC, Canal+ |

## Équipes

### Lakers de Los Angeles
| Effectif des Lakers de Los Angeles 2001-2002 |
| --- |
| 2 Derek Fisher • 3 Devean George • 5 Robert Horry • 6 Jelani McCoy • 8 Kobe Bryant • 10 Lindsey Hunter • 14 Slava Medvedenko • 17 Rick Fox • 20 Brian Shaw • 23 Mitch Richmond • 34 Shaquille O'Neal (MVP Finales) • 35 Mark Madsen • 52 Samaki Walker Entraîneur : Phil Jackson |

### Nets du New Jersey
| Effectif des Nets du New Jersey 2001-2002 |
| --- |
| 1 Brandon Armstrong • 5 Jason Kidd • 6 Kenyon Martin • 8 Anthony Johnson • 11 Todd MacCulloch • 12 Lucious Harris • 13 Donny Marshall • 21 Brian Scalabrine • 24 Richard Jefferson • 30 Kerry Kittles • 34 Aaron Williams • 35 Jason Collins • 44 Keith Van Horn Entraîneur : Byron Scott |

## Statistiques

### Lakers de Los Angeles
| Joueur               | MJ | MC | MPG  | FG%   | 3P%  | FT%   | RPG  | APG | SPG | BPG | PPG  |
| -------------------- | -- | -- | ---- | ----- | ---- | ----- | ---- | --- | --- | --- | ---- |
| Kobe Bryant          | 4  | 4  | 43.8 | .514  | .545 | .806  | 5.8  | 5.3 | 1.5 | 0.8 | 26.8 |
| Derek Fisher         | 4  | 4  | 33.0 | .515  | .667 | .643  | 3.5  | 3.8 | 0.3 | 0.0 | 12.8 |
| Rick Fox             | 4  | 4  | 36.0 | .522  | .455 | .833  | 6.3  | 3.5 | 1.5 | 0.5 | 9.8  |
| Devean George        | 4  | 0  | 18.0 | .435  | .600 | 1.000 | 4.8  | 0.0 | 0.3 | 0.5 | 6.5  |
| Robert Horry         | 4  | 4  | 39.8 | .458  | .455 | .833  | 7.3  | 4.3 | 2.8 | 1.8 | 8.0  |
| Lindsey Hunter       | 3  | 0  | 3.7  | .200  | .000 | .000  | 0.3  | 0.0 | 0.0 | 0.0 | 0.7  |
| Mark Madsen          | 1  | 0  | 2.0  | .000  | .000 | .000  | 0.0  | 0.0 | 0.0 | 0.0 | 0.0  |
| Stanislav Medvedenko | 2  | 0  | 4.5  | 1.000 | .000 | .000  | 0.5  | 0.0 | 0.0 | 0.0 | 1.0  |
| Shaquille O'Neal     | 4  | 4  | 41.5 | .595  | .000 | .662  | 12.3 | 3.8 | 0.5 | 2.8 | 36.3 |
| Mitch Richmond       | 1  | 0  | 1.0  | 1.000 | .000 | .000  | 0.0  | 0.0 | 0.0 | 0.0 | 2.0  |
| Brian Shaw           | 4  | 0  | 16.3 | .286  | .222 | .000  | 1.8  | 2.5 | 0.3 | 0.5 | 3.5  |
| Samaki Walker        | 4  | 0  | 6.0  | .250  | .000 | 1.000 | 2.0  | 0.0 | 0.0 | 0.3 | 1.0  |

### Nets du New Jersey
| Joueur            | MJ | MC | MPG  | FG%  | 3P%  | FT%   | RPG | APG | SPG | BPG | PPG  |
| ----------------- | -- | -- | ---- | ---- | ---- | ----- | --- | --- | --- | --- | ---- |
| Jason Collins     | 4  | 0  | 18.8 | .500 | .000 | .875  | 2.5 | 0.3 | 0.3 | 0.5 | 4.3  |
| Lucious Harris    | 4  | 0  | 22.8 | .344 | .200 | .800  | 2.8 | 2.0 | 1.0 | 0.0 | 7.8  |
| Richard Jefferson | 4  | 0  | 24.3 | .524 | .000 | .455  | 4.5 | 1.3 | 1.0 | 0.0 | 6.8  |
| Anthony Johnson   | 4  | 0  | 5.3  | .333 | .000 | .500  | 0.5 | 0.3 | 0.0 | 0.0 | 1.3  |
| Jason Kidd        | 4  | 4  | 42.0 | .438 | .300 | .636  | 7.3 | 9.8 | 2.3 | 0.8 | 20.8 |
| Kerry Kittles     | 4  | 4  | 26.5 | .452 | .313 | .700  | 2.0 | 2.5 | 1.5 | 0.5 | 12.5 |
| Todd MacCulloch   | 4  | 4  | 18.5 | .500 | .000 | 0.5   | 5.0 | 0.5 | 0.8 | 1.0 | 7.5  |
| Donny Marshall    | 2  | 0  | 1.0  | .000 | .000 | .000  | 0.0 | 0.0 | 0.0 | 0.0 | 0.0  |
| Kenyon Martin     | 4  | 4  | 39.5 | .467 | .200 | .654  | 6.5 | 2.5 | 1.5 | 1.0 | 22.0 |
| Brian Scalabrine  | 1  | 0  | 1.0  | .000 | .000 | .000  | 0.0 | 0.0 | 0.0 | 0.0 | 0.0  |
| Keith Van Horn    | 4  | 4  | 30.3 | .386 | .417 | .750  | 5.8 | 2.3 | 0.5 | 0.3 | 10.5 |
| Aaron Williams    | 4  | 0  | 11.5 | .375 | .000 | 1.000 | 2.3 | 0.3 | 0.8 | 0.5 | 3.5  |